# Егино IV (Урах)
Егино IV фон Урах, „Брадатия“ (на немски: Egino IV, „Der Bärtige“, * ок. 1160, Урах, † 12 януари 1230, манастир Тененбах) е граф от Урах. Той наследява цялата собственост на Церингите на дясната страна на Рейн.

## Биография
Той е син на Егино III фон Урах († 1160) и Кунигунда фон Дисен-Васербург († 4 септември 1168 или по-късно), дъщеря на граф Енгелберт фон Васербург.
Егино IV се жени през 1180 г. за Агнес фон Церинген († 1239), голямата дъщеря на херцог Бертхолд IV фон Церинген и Хайлвиг от Фробург.
Със смъртта на бездетния Бертхолд V на 18 февруари 1218 г. дяснорейнската собственост на Церингите в Брайзгау, Шварцвалд, и на Баар, попада на графовете на Урах. Обаче крал Фридрих II взема обратно имперските земи от наследството на Церингите. Егино IV и синът му Егино Млади, съ-регент с титлата „господар на Фесте Фрайбург“ („Herr der Veste Freiburg“), успяват след война да си получат земите обратно. Крал Фридрих се съгласява, понеже има нужда от благотворението на кардинал-епископ Конрад, братът на Егино V, при неговите проблеми с папата. Церингската херцогска титла не попада на графовете на Урах.
Егино V се нарича след смъртта на баща му през 1230 г. Егино I, граф на Фрайбург.

## Деца
Егино IV и Агнес фон Церинген имат децата:
- Конрад (* ок. 1180; † 1227), кардинал-епископ на Порто и папски легат
- Егино V = Егино I (или Егон) фон Фрайбург (* ок. 1185; † 1236/1237), първият граф на Фрайбург
- Йоланта (* 1188; † 1218), ∞ граф Улрих III фон Нидау († 1225)
- Рудолф (* 1205; † пр. 1260), граф на Урах-Детинген (заедно с Бертхолд наследник на собствеността на Урахите), от 1254 г. монах в Бебенхаузен
- Бертхолд фон Урах († 1242), абат на манастирите Тененбах (1207 – 21), Лютцел и Залем (1221 – 20)
- Хайлвиг († 1262), ∞ пр. 1215 г. за граф Фридрих II фон Пфирт († 1234)
- Агнес († сл. януари 1231), ∞ за маркграф Хайнрих I фон Баден-Хахберг († 1231)